# Zondoma
Pour les articles homonymes, voir Zondoma (homonymie).
Zondoma ou Zandoma est une des 45 provinces du Burkina Faso, située dans la région du Nord.

## Géographie

### Démographie
- En 1985, la province comptait 100 136 habitants recensés (50,57 hab./km2)[3],[4].
- En 1996, la province comptait 127 654 habitants recensés (64,47 hab./km2)[3],[5].
- En 1997, la province comptait 127 580 habitants estimés (64,43 hab./km2).
- En 2003, la province comptait 122 685 habitants estimés (61,96 hab./km2)[6].
- En 2006, la province comptait 166 557 habitants recensés (84,12 hab./km2)[7],[3].
- En 2010, la province comptait 185 199 habitants estimés (93,53 hab./km2)[8].
- En 2019, la province comptait 239 955 habitants recensés (121,19 hab./km2)[1].

## Administration

### Chef-lieu et haut-commissariat
- Chef-lieu : Gourcy.

### Départements ou communes

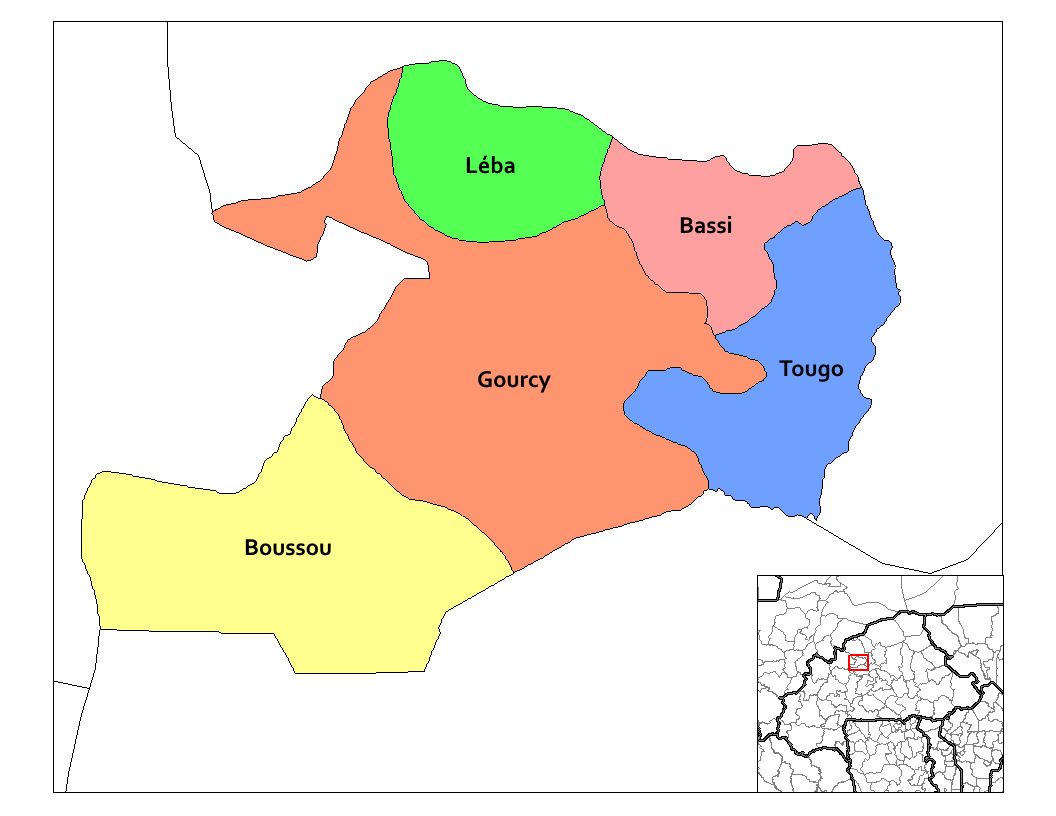
Localisation des dix départements ou communes de la province du Zondoma, formant également le district sanitaire de Gourcy.

La province du Zondoma est administrativement composée de 5 départements ou communes :
- Bassi
- Boussou
- Gourcy
- Léba
- Tougo